# Josha Frey

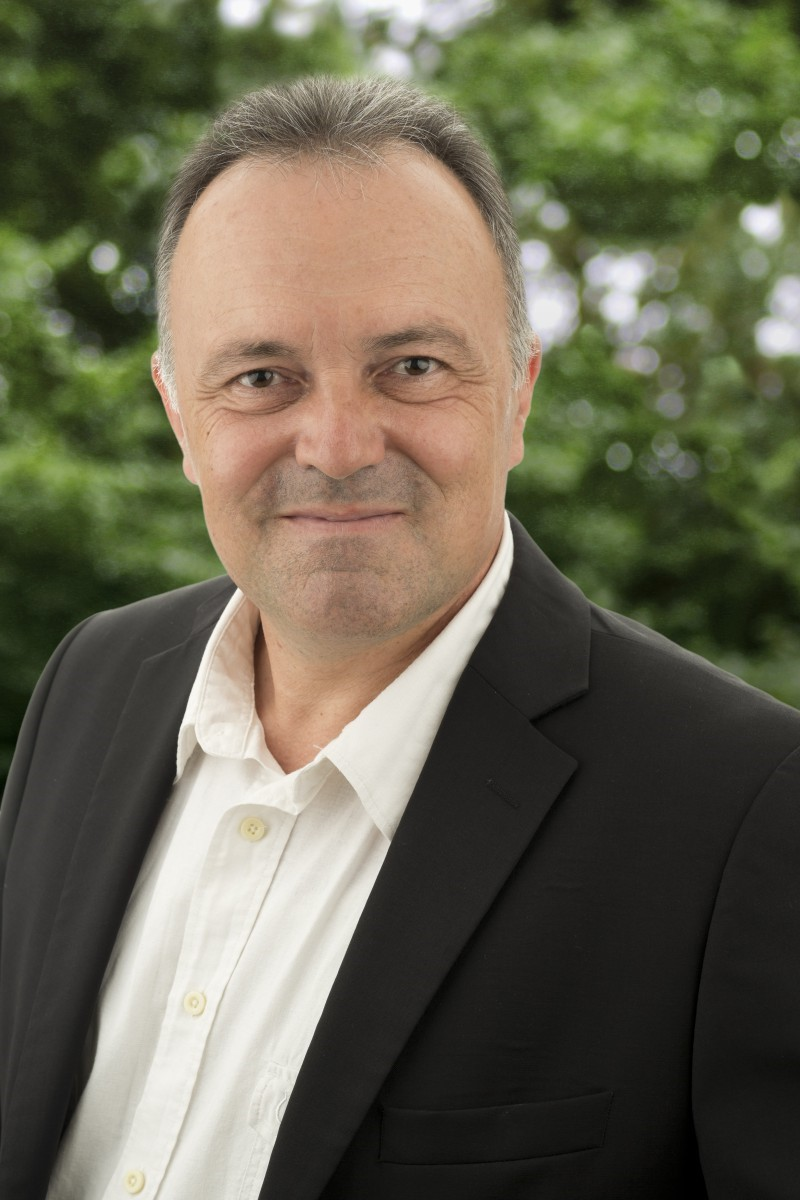
Josha Frey

Josha Frey (* 18. März 1959 in Heidelberg; eigentlich Josef Frey) ist ein deutscher Politiker (Bündnis 90/Die Grünen). Er war von 2011 bis 2023 Mitglied des Landtages von Baden-Württemberg.

## Ausbildung und Beruf
Josha Frey wuchs in Schwarzach auf und machte sein Abitur in Mosbach. Er studierte von 1980 bis 1985 an der Katholischen Fachhochschule für Sozialwesen in Freiburg Sozialpädagogik mit dem Abschluss als Diplom-Sozialpädagoge. Seine erste Stelle nach seinem Diplom trat er als Mitarbeiter beim Caritasverband für den Ortenaukreis an. Ab 1987 arbeitete er in diversen Drogenhilfeeinrichtungen in Basel und wechselte 1994 als Mitarbeiter ins kantonale Jugendamt Basel. Von 2001 bis 2009 war er Beauftragter für Suchtprävention im Kanton Basel-Stadt. Bis zu seinem Einzug in den Landtag war Josha Frey Leiter der Koordinationsstelle Freiwilligenarbeit des Kantons Basel-Stadt. 2011 trat er sein Mandat im Landtag Baden-Württemberg für Bündnis 90/Die Grünen an. Er wurde 2016 mit 31,7 % wiedergewählt.

## Politische Tätigkeit
Erstmals politisch aktiv war Josha Frey im Zeitraum von 1990 bis 1994 als Mitglied des Kreisvorstands der Grünen im Landkreis Lörrach. Er war von 1993 bis 1999 Mitglied des Stadtrats von Lörrach und von 1994 bis 1999 Mitglied des Kreistags des Landkreises Lörrach.
Er errang bei der Landtagswahl in Baden-Württemberg 2011 für Bündnis 90/Die Grünen ein Zweitmandat im Wahlkreis Lörrach. Er war europapolitischer Sprecher sowie suchtpolitischer Sprecher der Fraktion Bündnis 90/Die Grünen im Landtag Baden-Württemberg.
Bei der Landtagswahl 2016 errang Frey erstmals das Direktmandat für die Grünen Baden-Württembergs im Wahlkreis Lörrach. Von Juni 2016 bis März 2021 war Josha Frey Mitglied des Kongresses der Gemeinden und Regionen Europas im Europarat, anschließend war er bis Dezember 2023 stellvertretendes Mitglied. Im Jahr 2021 wurde er zum Verbandsvorsitzenden und damit zum Präsidenten des Euro-Instituts in Kehl gewählt. Josha Frey war von 2018 bis 2019 und von 2021 bis 2023 Vizepräsident des Oberrheinrats. In den Jahren 2017 und 2020 war er der Präsident des Oberrheinrats. Außerdem war er von 2020 bis 2023 Stellvertreter von Muhterem Aras im Ausschuss der Regionen der Fraktion Die Grünen/Europäische Freie Allianz.
Bei der Landtagswahl 2021 konnte er sein Direktmandat mit 35,8 Prozent der Stimmen verteidigen. Zum Jahresende 2023 legte er sein Mandat nieder. Für ihn rückte Sarah Hagmann in den Landtag nach.

## Ämter und Mitgliedschaften
Seit September 2016 ist Josha Frey stellvertretendes Mitglied im Stiftungsrat der Landesstiftung „Familie in Not“. Im selben Jahr wurde er Mitglied des Beirats der Universität Freiburg. Zudem ist Frey Vizepräsident des Euro-Instituts (Kehl).
Frey ist unter anderem Mitglied im BUND, bei der IG Velo Lörrach, dem Deutschen Roten Kreuz und dem Förderverein der Suchtklinik Haus Weitenau.

## Familie und Privates
Josha Frey lebt in Lörrach. Er ist katholisch, verheiratet und hat einen Sohn.